# 로빈과 마리안
《로빈과 마리안》(Robin And Marian)은 미국에서 제작된 리처드 레스터 감독의 1976년 모험, 드라마, 멜로/로맨스 영화이다. 로빈후드의 전설에 기반을 두고 있다. 숀 코네리 등이 주연으로 출연하였다.

## 출연

### 주연
- 숀 코네리
- 오드리 헵번
- 로버트 쇼
- 리처드 해리스

### 조연
- 니콜 윌리엄슨
- 덴홈 엘리어트
- 로니 바커
- 이안 홈

## 기타
- 제작책임: 배리 멜로즈
- 미술: 마이클 스트링거